# Pedro Ludovico Estivalet Teixeira
Pedro Ludovico Estivallet Teixeira (Uberlândia, 21 de junho de 1951 — Goiânia, 16 de fevereiro de 1987) foi um político brasileiro eleito vice-prefeito de Goiânia (PMDB) em 1985 na chapa de Daniel Antônio.
Formado em Direito pela Universidade de Brasília, concursado para Oficial de Chancelaria do Itamaraty e posteriormente, obteve sucesso no concurso para diplomata, tendo ingressado no Instituto Rio Branco. Neto de Pedro Ludovico e filho de Mauro Borges e Maria de Lourdes Estivallet Teixeira, ingressou na política seguindo a veia familiar. Morreu na capital goiana em 16 de fevereiro de 1987, tendo cometido suicídio, advindo de depressão.